# Kálmán Imre
Kálmán Imre (született Kopstein) (Siófok, 1882. október 24. – Párizs, 1953. október 30.) operettjeiről híres magyar zeneszerző, karmester.
Zongoristaként 1897-ben mutatkozott be a fővárosi közönségnek. Csodagyerekként ünnepelték, de a zongorista karrierről 1900-ban betegség (ízületi gyulladás) miatt le kellett mondania, ekkor fordult a zeneszerzés felé. Első operettjét, a Tatárjárást 1908-ban mutatták be nagy sikerrel a Vígszínházban. Ezután Bécsbe költözött, és 1938-ig ott is maradt. 1915-ben mutatták be legsikeresebb művét, a Csárdáskirálynőt, amely szerzőjének nemzetközi hírnevet szerzett. Az Anschlusst követően zsidó származása miatt Amerikába menekült. Nagy sikerű művei továbbá A cigányprímás, A bajadér, a Marica grófnő és A cirkuszhercegnő.

## Élete és munkássága

### Gyermekévei

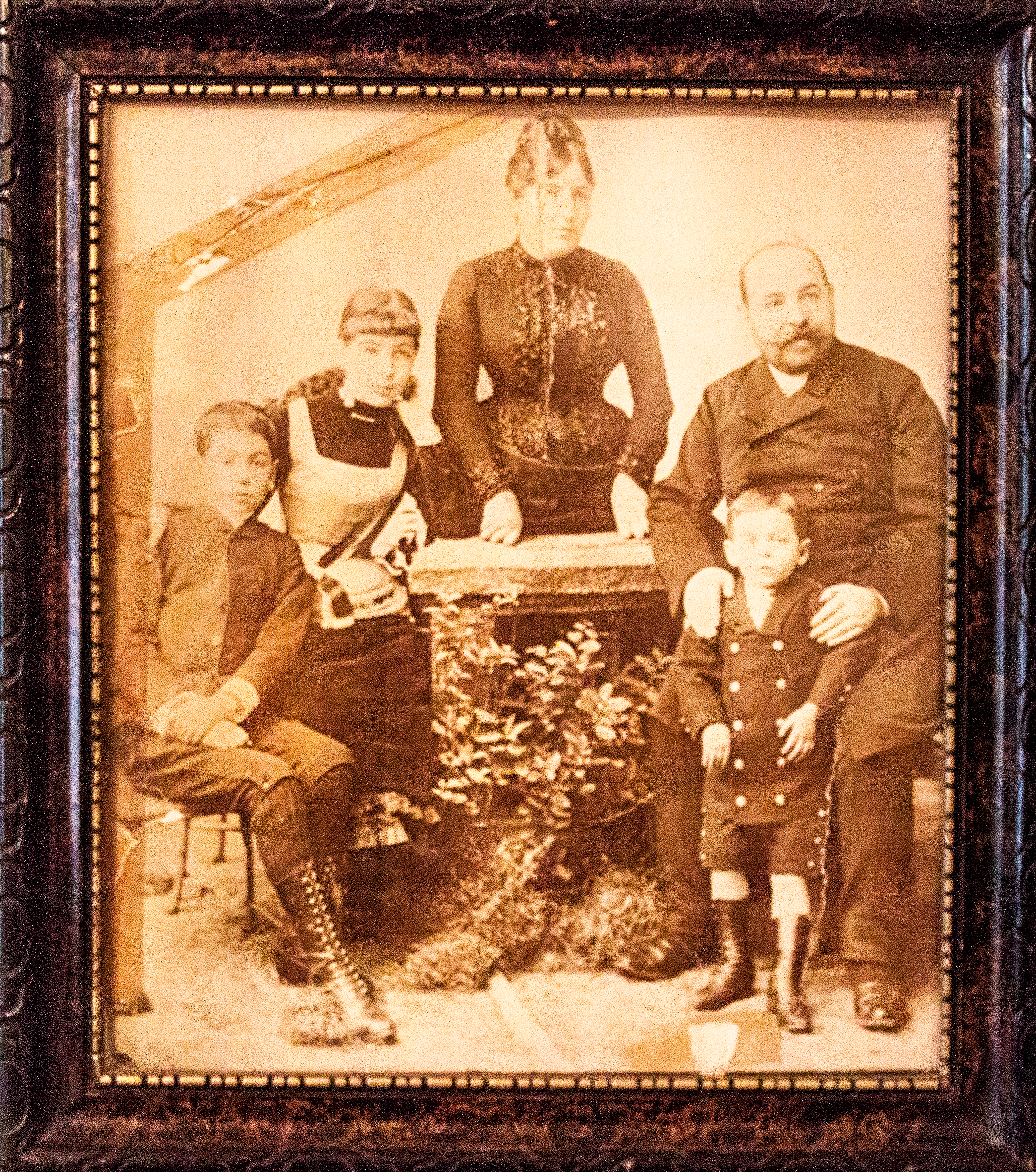
Kálmán Imre gyermekként (jobbra lent) családja körében, 1890 körül

Kálmán Imre születésének napja mai napig vita tárgyát képezi, hiszen 1882. október 24-én éjfélkor született Siófokon a budapesti zsidó születésű Koppstein Károly (1850–1921) és a horvátországi, varasdi születésű Singer Paula (1853–1933) fiaként. A vita onnan származik, hogy az egyik nagybácsi, aki éppen a Koppstein családnál vendégeskedett, megállapította, hogy a baba éjfél után, azaz október 25-én jött világra, az apa szerint viszont egy perccel éjfél előtt. Imre volt a család hat gyermekéből (Béla, Vilma, Imre, Emília, Rózsa, Ilona) a harmadik. Életének első kilenc évében a család különösebb gondoktól mentesen élt, apja tisztes polgárember volt, megengedhette magának, hogy szakácsnőt és bejárónőt tartson, befolyása volt a városi tanácsban. Az ő házában alakult meg az 1880-as évek közepén az a társulat, amely Siófok fejlesztését tűzte ki céljául. Nagyszabású építkezéseket terveztek, szomszédságukban épült fel a nyári színház, később a lóversenypálya is elkészült.
A négyéves Imre imádta a színházat és amikor éppen nem ott tartózkodott, akkor a család zeneszobájában ült és nővérét, Vilmát hallgatta a zongorán gyakorolni. Nagy hatással volt Imrére a Budapesti Filharmóniai Társaság Zenekara koncertmestere, Liedl Ferenc professzor látogatása: a négyéves gyermeket lenyűgözte az öregúr tehetsége, és szívesen hallgatta őt hegedülni. Elemi iskolai tanulmányait a siófoki egytanerős izraelita népiskolában végezte. A siófoki zsidóiskola nagyon jó hírnévnek örvendett, keresztény szülők is szívesen járatták oda gyermekeiket. Nemcsak a városszerte elismert kiváló pedagógus, Rónai Adolf miatt, hanem azért is, mert itt német nyelvet is tanítottak. Az iskolában Kálmán Imre osztálytársa volt Révész Géza, aki később világhírű pszichológus lett. Első zongoraleckéit Remcsák Antalnétól, a siófoki művésztanártól vette még elemi iskolás korában.
Az ifjú Kálmán Imre kilenc éves volt, amikor apja vállalkozása csődbe ment, kiderült, hogy a Siófok fejlesztésére alakult társulat egyik tagja hanyagul kezelte a városi kasszát. Mivel rajta nem lehetett behajtani a pénzt, mert nem volt semmije, a végrehajtók Kálmánon és a többi tagon hajtották be az elmaradt összegeket. Kálmánéknak meg kellett válniuk mindenüktől: a családi ezüsttől, a bútoroktól, az ágyneműtől és nem utolsósorban a siófoki házuktól. A rokonság segítségével Budapesten, egy aprócska lakásban húzhatták meg magukat. A gyerekeket szétosztották a nagynénik és az unokatestvérek között. Így került Imre egy budapesti nagynénjéhez, Gizi nénihez. Elhatározta, hogy segít apján és pénzkeresés céljából nappal korrepetált latint és ógörögöt, esténként apjának segített borítékokat címezni egy áruház számára, így próbálták fenntartani magukat. Ekkor Imre már 14 éves volt, és ebben az időben támadt fel benne a vágy, hogy muzsikus legyen. Pénz hiányában gondolnia sem lehetett zongorára, azonban az egyik nagynénje megengedte, hogy időnként nála gyakoroljon. A zene annyira elbűvölte, hogy már szinte csak annak élt, emiatt osztálytársai Fúgának csúfolták. Erre a csúfnévre azonban büszke volt. Gimnáziumi tanulmányait Budapesten, a Deák téri Evangélikus Főgimnáziumban végezte. Bár két iskolában is tanulmányokat folytatott – gimnáziumban és zeneiskolában –, amint egy órácska szabad ideje támadt, azonnal a zongorához ült, Schumann és Chopin szerzeményeit tanulta.
Tizenöt esztendős volt, amikor először lépett a nyilvánosság elé. A zeneiskola előadásán a sajtó is megjelent, hogy megkritizálja a zenenövendékek tudását. Ábrányi Kornél, Liszt Ferenc egyik tanítványa a koncert végén magához hívatta Imrét. Annyira meghatotta a kis zongoraművész lelkesedése és muzikalitása, hogy könnyezve ölelte át.
Mivel 1897 végére a Kálmán család anyagi helyzete ismét jóra fordult, átköltözhettek egy nagyobb lakásba, így Imre is visszatérhetett a családi berkekbe. A sok korrepetálással szerzett pénzén vett egy zongorát és valahányszor szabadideje volt, leült Chopint és Schumannt gyakorolni. A vakáció végére már annyira fájt a karja, hogy csak iszonyatos kínok közepette volt képes a billentyűket leütni. Az orvosok sokféle gyógymódot javasoltak, egy esztendeig küzdött is a betegség ellen, aztán csendesen beletörődött, hogy reumája gyógyíthatatlan. Ennek ellenére nem adta fel a zenetanulást, csak éppen a zongoraszakról átiratkozott zeneszerzésszakra. Utolsó iskolai éveiben kettős életet élt, amelyen belül a gimnáziumnak dukált az elsőbbség, hiszen a szülők ragaszkodtak ahhoz, hogy érettségizzen le.

### A zeneakadémiai évek
Sikeres érettségije után, illetve a zeneiskolai tanulmányok végeztével a szülők óhajának megfelelően beiratkozott a Budapesti Tudományegyetem Jogi Karára, ahol nyolc szemesztert végigjárt, az összes vizsgát letette, azonban nem doktorált. Közben teljes óraszámmal tanult a Zeneakadémián is.
Amiért jogot tanult, kapott a családtól zsebpénzt, de a zeneakadémiai oktatást saját erejéből kellett finanszíroznia. Mivel reumája miatt zongorázni nem tudott, újságírásra adta a fejét: a Pesti Napló számára írt recenziókat hangversenyekről, előadásokról. Mivel azonban sem családja, sem zeneakadémiai tanárai nem helyeselték gyakornokoskodását az újságnál, megvált a laptól, és tanulmányainak befejezésére összpontosított. Jogi tanulmányai befejezése után elszegődött bojtárnak egy ügyvédi irodába. Periratok helyett azonban saját kompozícióival foglalkozott, első szimfóniáját írta. Előtte megírt egy dalciklust Ludwig Jacobowski német költő verseire, akivel 1901-ben találkozott, Berlinben. Ezután több zongoradarabot is írt, de erejének nagy részét a Saturnalia című, szimfonikus zenekarra komponált szimfonikus költemény megírására összpontosította.
1903-ban a Zeneakadémia Volkmann Róbert ösztöndíját nyerte el, melyre a zeneszerzési osztály növendékei pályázhattak.
Első szimfóniáját 1904. február 29-én mutatták be a Magyar Állami Operaházban, a budapesti Zeneakadémia zeneszerzésszakon végzett növendékei hangversenyének keretében. Ekkor játszották a művet először és utoljára. Ennek ellenére Kálmán Imre úgy tekintette ezt a napot mint zenei pályájának kezdetét. Azóta hitt abban, hogy a szökőévek szerencsét hoznak számára.
Ügyvédi karrierje nem volt sikeres, újra kettős életet élt. Sikerült rávennie Bakonyi képviselőt, akinél bojtárkodott, hogy azonnali hatállyal mondjon fel neki, de ezt tartsa titokban apja előtt. Így folytatta kettős életét, délelőttönként az ügyvédi iroda helyett a szerkesztőségbe járt, ahol megkapta a zenekritikusi állást.
1904-ben egy ösztöndíj segítségével elutazott Bayreuthba, majd Münchenbe, ahol két Wagner-előadást hallgatott meg, mindkettőt a híres karmester, Nikisch Artúr vezényelte. Nikisch barátként tekintett a fiatal komponistára, aki úgy vélte, hogy a nagy karmester jobban megérti személynevének németes formáját, ezért Emmerich Kálmánként mutatkozott be és ezzel megszületett az a név, ami később az egész világot bejárta.
A rákövetkező évben megnyerte a Zeneakadémia Robert Volkmann-díját, aki tanárának, Koessler János professzornak volt az elődje. A díj abból állt, hogy az ifjú zeneszerző hat hetet Berlinben tölthetett. Ezt az alkalmat műve, a Saturnalia népszerűsítésére használta, azonban sem a berlini, sem pedig a lipcsei és müncheni zenekiadók nem voltak érdekeltek megjelentetésében.
Koessler professzor révén ismerkedett meg Bartók Bélával, aki rendszeresen Kálmánéknál ebédelt. Szintén Koessler zeneszerzésóráin ismerkedett meg Jacobi Viktorral és Szirmai Alberttel, akikből a későbbiekben szintén híres operett-zeneszerző lett. A Pesti Naplónál ismerkedett meg Molnár Ferenccel. A négy barát, Jacobi, Szirmai, Molnár és Kálmán gyakran találkoztak a Király Színház társalgójában, illetve kávézókban. Barátai unszolására fogott bele kuplészövegek megzenésítésébe, melyek aztán elvezettek az első operett megírásához.
Ez idő alatt húsz bánatos hangvételű dalt szerzett, amelyekkel elnyerte a székesfőváros Ferenc József-díját. Komponált egy daljátékot is, mely rögtön a bemutatón megbukott, valamint két szimfonikus költeményt.

### Az első operettek
Az első operettszövegkönyvet Jacobi Viktor segítségével kapta meg. Bakonyi Károly éppen megvált zeneszerzőjétől, Huszka Jenőtől. Egyik daljátékukkal, a Bob herceggel fergeteges sikert arattak, viszont a másik csúfosan megbukott, és persze mindegyik a másikat hibáztatta. Bakonyi két hónap alatt szállította le a szövegkönyvet. Kálmán Imre elvonult a Graz melletti Kroisbachba, ahol egy olcsó padlásszobát bérelt, hogy senki se zavarja, és megkomponálta első operettjét, a Tatárjárást. Elsőként Beöthy Lászlónak, a Király Színház igazgatójának ajánlotta fel, de az visszautasította, mivel éppen Oscar Strauss Varázskeringőjének bemutatóját készítette elő. A Vígszínháznál is próbálkozott, ahol először azzal az ürüggyel utasították vissza, hogy az operett nem tartozik azon műfajok közé, amelyek bemutatóival foglalkoznak. Ám az operettet mégis elfogadták, és 1908. február 22-én hatalmas sikerrel mutatták be. A közönség nem győzött tapsolni, újra és újra kihívta a szereplőket a függöny elé. A siker másik bizonyítéka, hogy az első ötven előadásra minden jegy elkelt elővételben.
Az egyik előadás után felkereste a komponistát Karczag Vilmos és Karl Wallner, a bécsi Theater an der Wien igazgatói, valamint Leo Fall zeneszerző. Fall önzetlen dicsérete nyomán az igazgatók megvették a Tatárjárás előadási jogait színházuk számára. A darabot a fiatal Robert Bodanzky fordította németre, a bemutatót az 1908/1909-es évadra tervezték. A bemutatóra végül 1909. január 21-én került sor a budapestihez mérhető sikerrel. Áprilisban az operettet bemutatták Hamburgban is, majd néhány héttel később Berlinben és Koppenhágában. A művet The Gay Hussar címmel még 1909-ben bemutatták Londonban és New Yorkban is. Egy amerikai impresszárió meghívta egy koncertkörútra, mivel azonban elrettentette a hosszú hajóút gondolata, Kálmán visszamondta a felkérést.
Ausztriában maradt, és elkezdett új művén dolgozni, melynek szövegkönyvét szintén Bakonyi Károly szolgáltatta. Az obsitost 1910. március 16-án mutatták be mérsékelt sikerrel a Vígszínházban, de ez elég volt ahhoz, hogy a bécsi Bürgertheater megrendelje a német változatot. A szöveget Victor Léon, híres osztrák librettista dolgozta át, Der gute Kamerad címmel mutatták be, 1911. október 10-én. A fogadtatás ugyanolyan langyos és jóindulatú volt, akárcsak Budapesten.
Pontosan egy évvel és egy nappal később került sor a bécsi Johann-Strauss-Theaterben a következő Kálmán-bemutatóra. A szövegkönyvet Fritz Grünbaum és Julius Wilhelm írták. A cigányprímás ősbemutatójára 1912. október 11-én került sor, sikerét pedig legjobban az bizonyítja, hogy másnap Bécsben minden utcasarkon az operett híres keringőjének (Gingalló, mint a pillangó…) dallamát fütyülték. Ez volt Kálmán második világsikere, amellyel meghódította a patinás budapesti Király Színházat is, ahol 1913. január 24-én mutatták be. A cigányprímás Amerikát is meghódította, Fedák Sárival a főszerepben.
Az első világháború kitörése előtt Kálmán Imre megpróbált még egyszer Bakonyival dolgozni. Az eredmény, A kiskirály udvarias tapsot is alig aratott. A darabot a Népoperában mutatták be, 1914. január 27-én.

### Az első világháború idején
A „nagy háború” idején megtorpant a színházak látogatottsága, s pénzhiány miatt számos intézményt be is kellett zárni. Harminckét éves lévén Kálmán Imre nem volt már hadköteles, így amikor a császár elrendelte a színházak újranyitását a front és a hátország erkölcsi felfegyverzése céljából, Kálmán is aktualizálta, hazafiasította Az obsitost, amelynek átdolgozott változatát Gold gab ich für Eisen (Aranyat vasért) címmel mutatta be a Theater an der Wien, 1914. október 16-án.
A háború idején egyszerre két darabon is dolgozott: a Zsuzsi kisasszony és az Éljen a szerelem (melyet aztán Csárdáskirálynő címen mutattak be) darabokon. Az előbbi ősbemutatója Budapesten volt a Vígszínházban, 1915. február 23-án. A darab langyos sikert aratott, azonban Miss Springtime címmel hamarosan megnyerte az amerikai közönség szívét.
Ezek után Bad Ischlbe vonult dolgozni, ahol a Rózsa-villát bérelte, melyben egykoron Meyerbeer és Brahms is alkotott. Lehár Ferenc ebben a villában komponálta a Luxemburg grófját, ő ajánlotta Kálmánnak a házat. Következő operettjének a librettóját Leo Stein és Jenbach Béla írták. A Csárdáskirálynő bemutatóját 1915. október 13-ára tűzték ki, azonban a főszereplő rekedtsége miatt november 17-re halasztották. A telt házas előadás nem várt sikert aratott. Noha az operett ősbemutatója a háború kellős közepén volt, lövészárkoknak és ágyútűznek fittyet hányva eljutott Oroszországtól Amerikáig mindenhova. Egy amerikai impresszárió felajánlotta Kálmánnak, hogy települjön át az Amerikai Egyesült Államokba, azonban cukorbeteg apja és kerekesszékhez szögezett barátnője, Paula Dvorak miatt visszautasította az ajánlatot, inkább a munkába menekült. Ebben az időszakban alkotta meg a Farsang tündérét, amely tulajdonképpen a Zsuzsi kisasszony átdolgozott változata volt, szövegkönyvét A.M. Willner és Rudolf Österreicher írták. 1917. szeptember 21-én mutatták be a bécsi Johann-Strauss-Theaterben.

### A nagy sikerek korszaka

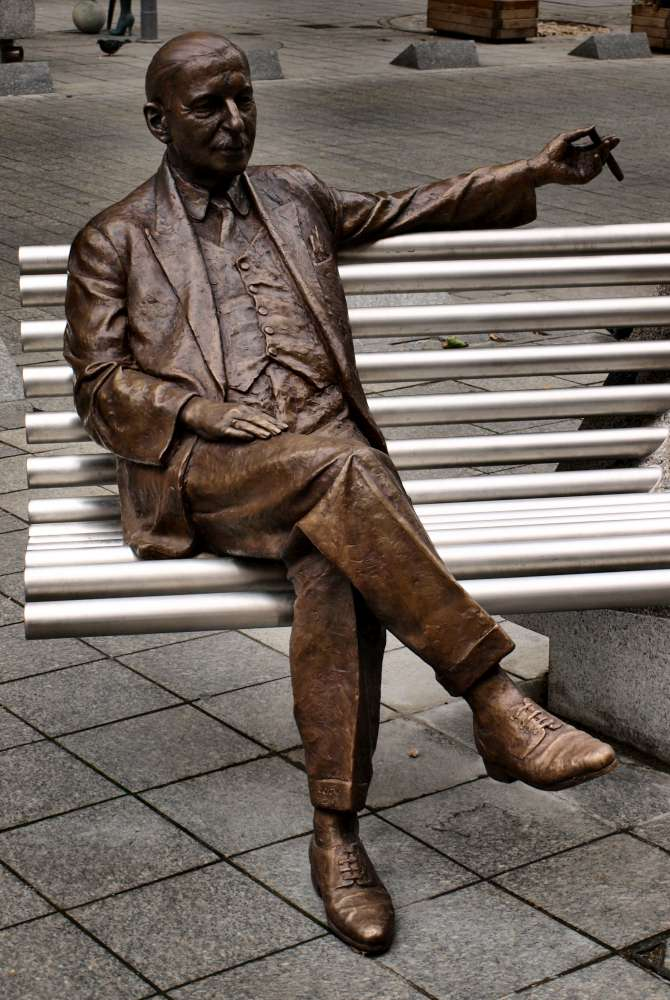
Kálmán Imre szobra Budapesten, az Operettszínház előtt

A világháború befejeződése után Kálmán ismét szövegkönyv után kutatott, amelyet aztán a Stein és Jenbach szerzőpárostól kapott meg. Ez volt a Hollandi menyecske, amelynek premierjére 1921. január 31-én került sor szintén a Johann-Strauss-Theaterben. A siker után felvette vele a kapcsolatot az Julius Brammer és Alfred Grünwald szerzőpáros, akik felajánlottá neki A bajadér librettóját. Az operettet 1921. december 23-án mutatták be a bécsi Carl-Theaterben. Az előadás kasszasiker volt, de nem világra szóló. Ennek láttán a szerzőpáros megpróbálta rávenni Kálmánt, hogy foglalkozzon egy korábbi szövegkönyvükkel, mely egy falusi intézőről szólt, aki Bécsbe vágyott. Kálmánnak megtetszett az ötlet és rövid idő alatt megkomponálta a zenét hozzá. A Marica grófnőt 1924. február 28-án mutatták be a Theater an der Wienben. A darab hatalmas siker volt, a közönséget a Komm mit nach Varasdin (magyar fordításban Szép város Kolozsvár) kettőse bűvölte el leginkább, amelyet a premier utáni napon már az osztrák főváros utcáin is hallani lehetett. Kálmán tovább folytatta a komponálást. 1926. március 26-án a Theater an der Wienben bemutatták A cirkuszhercegnőt, melynek szövegkönyvét szintén a Julius Brammer–Alfred Grünwald szerzőpáros írta. Majd 1927-ben egy New York-i színiigazgató felkérésére megírta a Golden Dawn című operettjét, amelyet 1927 októberében mutattak be Washingtonban.
Kálmán Imre 1928-ban ismerkedett meg a permi születésű, 24 éves orosz táncos- és színésznővel, Marie Mendelsohnnal (1907–1999), akivel a 25 év korkülönbség ellenére egy évvel később össze is házasodott Bécsben. Mendelsohn (valamikor Mendelsons) egész életén át úgy tett, mintha egy elszegényedett orosz nemesasszony, bizonyos Vera Makinszkaja lenne. Haláláig eltitkolta valódi kilétét, állítólag még a valós születési dátumát sem árulta el a nagyvilágnak. A házasságból Kálmánnak három gyermeke született: 1930-ban Károly Imre Fedor, 1931-ben Elisabeth Vera és 1936-ban Yvonne Sylvia Marica. Bár Mária (néhol Marietta) egy másik férfi miatt nem sokkal a gyerekek születése után elhagyta az idősödő Kálmánt, a zeneszerző kapcsolatuk kudarca ellenére később mégis visszafogadta a nőt.
1928. április 6-án a Theater an der Wienben mutatták be soron következő operettjét, A csikágói hercegnőt, melynek librettóját szintén a Brammer–Grünwald szerzőpáros jegyezte. A darab sikeres volt, de nem ért meg annyi előadást, mint a Marica grófnő. Ezek után hozzáfogott egy új operett megírásához, amelynek a Montmartre-i ibolya címet adta és amelyet fiatal feleségének ajánlott. A darabot 1930. március 21-én mutatták be a Johann-Strauss-Theaterben mérsékelt sikerrel. Miután a színházat bezárták, az előadás átköltözött a Theater and der Wienbe, ahonnan elindult világot meghódító útjára. Hamarosan átvette a darabot a berlini Metropol-Theater, majd francia és portugál színházak is.
1931-ben a berlini és bécsi mozikban futott a Ronny, egy Ufa-film, melyhez a zenét Kálmán Imre komponálta, rendezője Reinhold Schünzel volt, a főszereplők pedig Nagy Kató és Willy Fritsch. Ekkor kereste fel a komponistát az Ernst Wellisch–Rudolf Schanzer szerzőpáros, akik új librettójukat ajánlották figyelmébe, amely egy magyar honvéd-huszár életéről szól. Kálmán megírta hozzá a zenét, és Az ördöglovast 1932. március 10-én bemutatták a Theater an der Wienben nagy sikerrel.
Még ebben az évben a Kálmán család a bécsi negyedbe költözött, ahol a városi elit élt. A zeneszerző a siker fényében fürdött. Felesége, Vera estélyeket rendezett, melyekre hivatalos volt minden híresség és befolyásos bécsi személy. A soron következő gyermekáldások, egyéb családi események és vendégfogadások közötti szünetekben új operettjén dolgozott. A Josephine császárnő premierjének jogát a zürichi Városi Színháznak adta át, a bemutatóra 1936. január 18-án került sor. Az utolsó magyar Kálmán-premier 1937-ben volt a Városi Színházban. A Josephine császárné címszerepét az európai operaházak csillaga, Németh Mária énekelte. Ezenközben Európa arculata és ennek megfelelően a közönség hangulata is napról napra változott. Így például Bécsben is csökkent az érdeklődés az operett iránt. Puskaporos volt a levegő, amikor 1938-ban az osztrák határon német katonák zúdultak át. Az anschluss után Ausztriában is megkezdődtek a zsidóüldözések, Kálmán tovább nem maradhatott az országban. Először Zürichbe, majd Párizsba, legvégül pedig az Egyesült Államokba utazott.

### Emigrációban

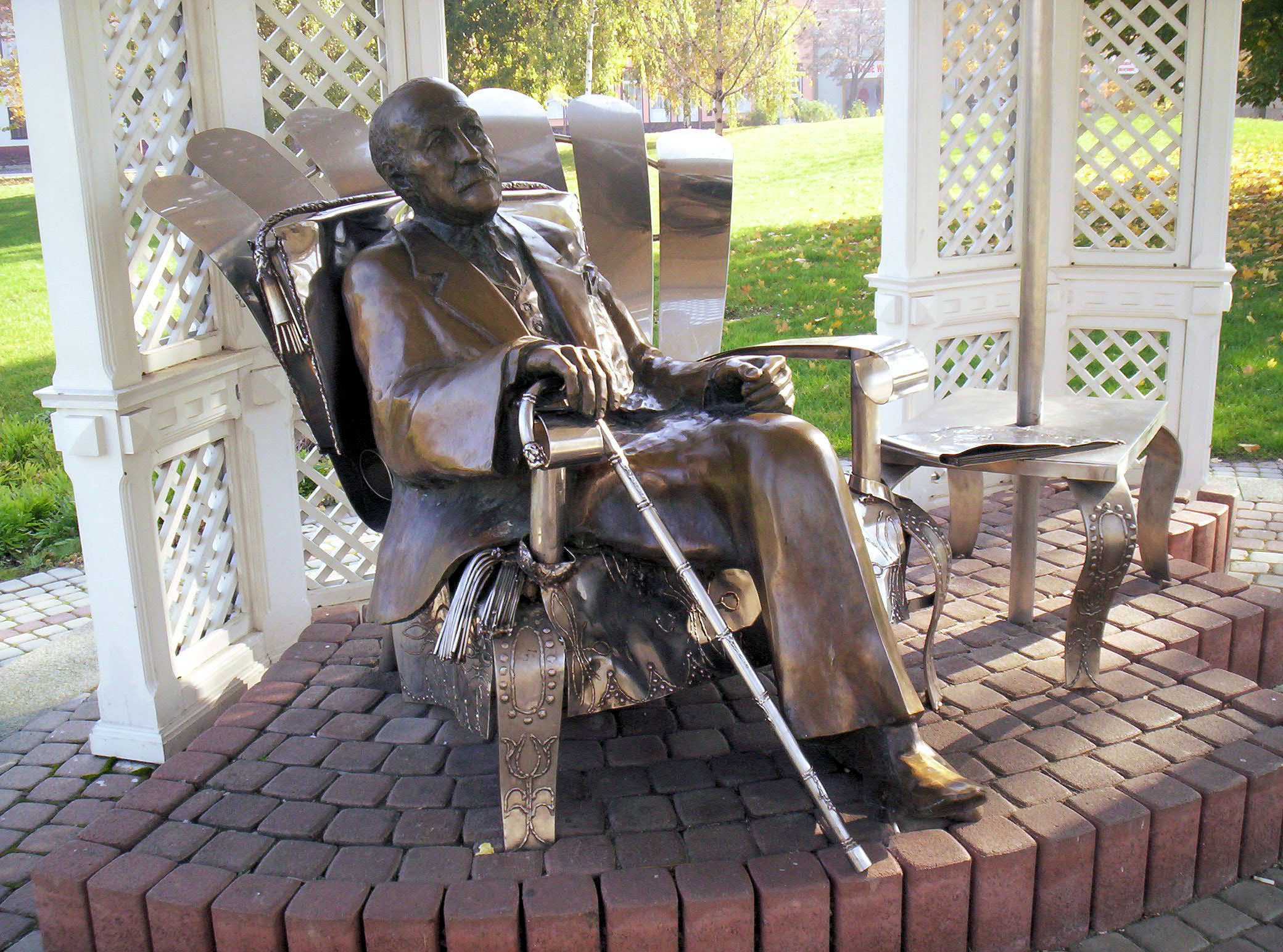
Kálmán Imre szobra Siófokon, Varga Imre szobrászművész alkotása

1940-ben a Genovából induló hajó, a Conte di Savoia fedélzetén érkezett meg a Kálmán család New Yorkba, majd Grace Moore színésznő unszolására Hollywoodba utaztak. Ott Louis B. Mayer, az MGM stúdió főnöke fogadta őket, aki korábban már megszerezte a Marica grófnő megfilmesítésének jogait. Eleinte szállodában laktak, majd egy családi házat béreltek. Hollywoodi tartózkodása idején Kálmán sok német menekülttel találkozott, mint például Billy Wilder rendezővel, Habsburg Ottóval, Arnold Schönberggel, a dodekafon zene atyjával és Franz Werfel íróval. A zeneszerzőt lekötötték a Marica grófnő megfilmesítésének előkészületei, ami azért is fontos volt, mivel operettzene komponálásáról abban az időben szó sem lehetett. Éppen tetőzött a nacionalista hullám, az amerikaiak háborús filmeket, hőstetteket akartak látni, derűs témák iránt nem volt kereslet. Mivel Kálmán úgy érezte, Hollywoodban nem terem számára babér, úgy döntött, átköltözik New Yorkba. A Central Park nyugati oldalán bérelt lakást egy bérház 11. emeletén. Felesége nagyszabású estélyeket adott, amelyekre a város hírességei ellátogattak, azonban a pénztelenség miatt hamarosan arra kényszerült, hogy elszegődjön manökennek egy szőrmeüzletbe. New Yorkban régi barátokra talált Bartók Béla, Richard Tauber, Ormándy Jenő, Oscar Hammerstein személyében, de összebarátkozott az osztrák főhercegi párral, Ferenc Józseffel, a császár keresztfiával és feleségével, Márta hercegnővel.
Kálmán Imre 1942-ben elvált feleségétől, azonban egy év múlva ismét összeköltöztek. Időközben a New York-i College of Music díszdoktora lett, és számos hangversenyt dirigált saját műveivel az élen. Egy újabb mű megírásának is nekifogott George Balanchine-nal, a nagy balettmesterrel és Lorenz Hardttal, a tehetséges szövegkönyvíróval közösen, de Hardt korai halála miatt a Miss Underground című darabot nem sikerült befejezni.
Házassági válsága megoldódása után Kálmán ismét belevetette magát a munkába. A Rudolf herceg és Maria von Vetsera tragikus történetéről szóló Marinka szövegkönyvét Farkas Károly és George Marion írták. A darabot 1945. július 18-án mutatták be a New York-i Winter Gardenben hatalmas sikerrel. Egy hónappal a bemutató után egy újságcikkből értesült arról, hogy húgai, Ilonka és Milike Győr közelében meghaltak, a holokauszt áldozatai lettek. 1945 telén Amerikában több koncertet, hangversenyt és estélyt adtak Ausztria felkarolása érdekében, ezeken Kálmán Imre nem, de felesége annál inkább részt vett.

### Utolsó évei
1949-ben egészsége egy heves szívroham miatt megtört. Néhány hónap pihenés után úgy döntött, hogy visszatér Európába. Június 5-én hajóra szállt. Kálmánék első állomása Baden-Baden volt, majd Karl Renner államfő meghívására visszatért Bécsbe. Ellátogatott Bad Ischlbe is, ahol megkoszorúzta Lehár sírját, majd Stockholmba utazott, ahol átvette az Észak Csillaga kitüntetést V. Gusztáv svéd királytól. Zürichben szeretett volna megtelepedni, felesége unszolására azonban Párizsba költöztek, ahol megkapta a francia Becsületrend tiszti keresztjét.
Még az év végén visszatért Amerikába, ahol fia, Charly még nem fejezte be tanulmányait. December 20-án szélütést kapott, aminek következtében fél arca lebénult. Az orvosok magas vérnyomást állapítottak meg. Alighogy felépült, 1950 márciusában Párizsba utazott lányának esküvőjére. Rövid időre Baden-Badenbe is ellátogatott. Idejét komponálással töltötte, a társasági élettől teljesen visszavonult. A halál 1953. október 30-án, álmában érte. Ausztria állami pompával temette el, ahova kívánta: a bécsi központi temetőbe, Beethoven, Brahms és Mozart szomszédságába. Utolsó művét, az Arizona Ladyt fia fejezte be. 1954. január 1-jén mutatták be a berni Stadttheaterben.

### Emlékezete
Siófoki szülőházában múzeumot rendeztek be hátrahagyott tárgyaiból.
Az Óðinn Valdimarsson által írt izlandi focihimnusz (Ég er kominn heim – Újra itthon) zenéje Kálmán Imre egyik operettjének átirata.
A Budapest-Keleti pályaudvar és München Hauptbahnhof között közlekedő 462/463 számú EuroNight vonat az ő nevét viseli.

## Művei

### Operettek
| A mű címe eredeti nyelven   | A mű címe magyarul                           | Szövegkönyvíró                   | Ősbemutató ideje    | Ősbemutató helyszíne        | Első magyarországi bemutató ideje | Első magyarországi bemutató helyszíne |
| Tatárjárás                  |                                              | Bakonyi Károly                   | 1908. február 22.   | Vígszínház Budapest         |                                   |                                       |
| Az obsitos                  |                                              | Bakonyi Károly                   | 1910. március 16.   | Vígszínház Budapest         |                                   |                                       |
| Ein Herbstmanöver           | A Tatárjárás német színpadokra írt változata | Robert Bodanzky                  | 1909. január 21.    | Theater an der Wien Bécs    |                                   |                                       |
| Der gute Kamerad            | Az obsitos német változata                   | Victor Léon                      | 1911. október 10    | Bürgertheater Bécs          |                                   |                                       |
| Der Zigeunerprimas          | A cigányprímás                               | Fritz Grünbaum–Julius Wilhelm    | 1912. október 11.   | Johann-Strauss-Theater Bécs | 1913. január 24.                  | Király Színház Budapest               |
| Kiskirály                   |                                              | Bakonyi Károly                   | 1914. január 27.    | Népopera                    |                                   |                                       |
| Gold gab ich für Eisen      | Az obsitos átdolgozott változata             | Victor Léon                      | 1914. október 16.   | Theater an der Wien Bécs    |                                   |                                       |
| Zsuzsi kisasszony           | Zsuzsi kisasszony                            | Bródy Miksa–Martos Ferenc        | 1915. február 27    | Vígszínház Budapest         |                                   |                                       |
| Die Csárdásfürstin          | Csárdáskirálynő                              | Leo Stein–Jenbach Béla           | 1915. november 17.  | Johann-Strauss-Theater Bécs | 1916. november 3.                 | Király Színház Budapest               |
| Die Faschingsfee            | A farsangi tündérke                          | A.M. Willner–Rudolf Österreicher | 1917. szeptember 21 | Johann-Strauss-Theater Bécs | 1919. október 3.                  | Király Színház Budapest               |
| Das Hollandweibchen         | A hollandi menyecske                         | Leo Stein–Jenbach Béla           | 1920. január 31.    | Johann-Strauss-Theater Bécs | 1921. október 2.                  | Király Színház Budapest               |
| Die Bajadere                | A bajadér                                    | Julius Brammer–Alfred Grünwald   | 1921. december 23.  | Carl-Theater Bécs           | 1922. december 10.                | Király Színház Budapest               |
| Gräfin Maritza              | Marica grófnő                                | Julius Brammer–Alfred Grünwald   | 1926. március 26.   | Theater an der Wien Bécs    | 1924. október 18.                 | Király Színház Budapest               |
| Die Zirkusprinzessin        | A cirkuszhercegnő                            | Julius Brammer–Alfred Grünwald   |                     | Theater an der Wien Bécs    | 1926. november 24.                | Király Színház Budapest               |
| Golden Down                 |                                              | Harbach–Hammerstein              | 1927. október       | Washington                  |                                   |                                       |
| Die Herzogin von Chicago    | A csikágói hercegnő                          | Julius Brammer–Alfred Grünwald   | 1928. április 6.    | Theater an der Wien Bécs    | 1928. december 2.                 | Király Színház Budapest               |
| Das Veilchen von Montmartre | A montmartre-i ibolya                        | Julius Brammer–Alfred Grünwald   | 1930. március 21.   | Johann Strauß-Theater Bécs  | 1935. április 12.                 | Király Színház ,Budapest              |
| Der Teufelsreiter           | Az ördöglovas                                | Rudolf Schanzer–Ernst Wellisch   | 1932. március 10.   | Theater an der Wien Bécs    | 1934. április 21                  | Király Színház , Budapest             |
| Kaiserin Josephine          | Josephine császárné                          | Paul Knepler–Herczeg Géza        | 1936. január 18.    | Stadttheater Zürich         | 1937. március 26.                 | Városi Színház Budapest               |
| Marinka                     |                                              | Farkas Károly–Georg Marion       | 1945. július 18.    | Wintergarden New York       |                                   |                                       |
| Arizona Lady                |                                              | Alfred Grünwald–Gustave Beer     | 1954. január 1.     | Stadttheater Bern           |                                   |                                       |

### Egyéb művei
- A pereszlényi juss, énekes játék, 1906. április 7-én mutatták be a budapesti Magyar Színházban
- The Blue House, egyfelvonásos operett, 1912-ben mutatták be a londoni Hippodromban
- Kivándorlók, életkép, 1913 szeptemberében mutatták be Medgyaszay Vilma kabaréjában
- Ronny, hangosfilmoperett, 1931. december 22-én mutatták be a berlini Gloria Palastban

## Felhasznált és ajánlott irodalom
- Kálmán Vera: Emlékszel még… Kálmán Imre élete, Zeneműkiadó, Budapest, 1985, ISBN 963-330-580-2
- Gál Róbert: Túl az Óperencián... Kálmán Imre regényes élete. K. u. K. Kiadó, 2004 ISBN 963-9384-86-0
- Gál György Sándor – Somogyi Vilmos: Operettek könyve. Zeneműkiadó, 1976 ISBN 963-330-137-8
- Az élet muzsikája – Kálmán Imre (életrajzi film)
- A Csárdáskirálynő. Egy monarchikum története; szerk. Gerő András, Hargitai Dorottya, Gajdó Tamás; Habsburg Történeti Intézet, Bp., 2006